# Adriana Karembeu
Adriana Karembeu (rojena Sklenaříková), slovaški fotomodel in filmska ter televizijska igralka, 17. september 1971, Brezno, Slovaška.
Adriana Karembeu je bila v Guinessovo knjigo rekordov vpisana kot manekenka z najdaljšimi nogami (njene noge naj bi merile skoraj 130 centimetrov).

## Zgodnje življenje
Adriana Sklenaříková se je rodila v Breznu, mestu v središču Slovaške.

## Kariera
Ko je v Pragi študirala medicino, se je Adriana Sklenaříková udeležila nekega manekenskega tekmovanja in na njem zmagala.
Leta 1998 je bila ena od manekenk, vključenih v kampanjo Wonderbra.
V Združenih državah Amerike je nekaj časa delala za podjetje Victoria's Secret.
Leta 2008 je sodelovala pri televizijski oddaji Rendez-vous en terre inconnue za kanal France 2.
Leta 2011 je Adriana Karembeu za kanal TF1 sodelovala v prvi sezoni francoske različice ameriške oddaje Dancing with the Stars, naslovljeni Danse avec les stars.

### Filmografija
- 2000: Un gars, une fille: ona (v 1 epizodi)
- 2008: Asterix na Olimpijskih igrah: ona (cameo)

## Zasebno življenje
Adriana Karembeu je francoskega nogometaša Christiana Karembeuja spoznala na letu iz Pariz v Milano leta 1998; poročila sta se decembra še istega leta.
9. marca 2011 je v intervjuju z revijo Paris Match razkrila, da se z njenim možem ločujeta. Dejala je, da je razlog za ločitev dejstvo, da sta nenehno na očeh javnosti, ter njun »divji način življenja«, pa tudi to, da ju je »razburilo, ko [sta] v medijih videvala slike [nje] z drugimi moškimi, za katere se je govorilo, da so njeni ljubimci.« Christian Karembeu v medijih ni želel govoriti o njunem razmerju in na vprašanja, povezana z njuno ločitvijo, dejal, da ne želi v javnosti debatirati o svojem zasebnem življenju.